# Box-office Italie 1975-1976
Cet article traite du box-office de la saison cinématographique 1975-1976 en Italie.

## Les 20 premiers
Les films sont classés selon les recettes réelles de la Société italienne des auteurs et éditeurs (SIAE, Società Italiana degli Autori ed Editori), fournies par les volumes Platea in piedi exprimées en lires italiennes,,. Lorsque les données SIAE pour le nombre d'entrées ne sont pas disponibles, les recettes réelles ont été divisées par le prix moyen du billet à l'époque, estimé à 766 lires en 1975-76.
Pour certains titres étrangers, les données SIAE ne sont pas disponibles, la position dans le classement est obtenue sur la base des données disponibles auprès du Giornale dello spettacolo,.
| Rang | Titre                               | Pays                                                                        | Réalisateur                  | Recettes Italie (lires) | Entrées Italie |
| ---- | ----------------------------------- | --------------------------------------------------------------------------- | ---------------------------- | ----------------------- | -------------- |
| 1    | Mes chers amis                      | Drapeau de l'Italie                                                         | Mario Monicelli              | 7 598 516 927           | 10 467 254     |
| 2    | Les Dents de la mer                 | Drapeau des États-Unis                                                      | Steven Spielberg             |                         | 9 300 000      |
| 3    | Vol au-dessus d'un nid de coucou    | Drapeau des États-Unis                                                      | Miloš Forman                 |                         |                |
| 4    | Les Trois Jours du Condor           | Drapeau des États-Unis                                                      | Sydney Pollack               |                         |                |
| 5    | Bluff                               | Drapeau de l'Italie                                                         | Sergio Corbucci              | 4 472 817 821           | 5 839 000      |
| 6    | Di che segno sei?                   | Drapeau de l'Italie                                                         | Sergio Corbucci              | 4 380 246 090           | 5 718 000      |
| 7    | Le Parrain, 2e partie               | Drapeau des États-Unis                                                      | Francis Ford Coppola         |                         |                |
| 8    | Le Canard à l'orange                | Drapeau de l'Italie                                                         | Luciano Salce                | 3 573 911 556           | 4 666 000      |
| 9    | Mandingo                            | Drapeau des États-Unis                                                      | Richard Fleischer            |                         |                |
| 10   | Le Patron et l'Ouvrier              | Drapeau de l'Italie                                                         | Steno                        | 3 477 470 002           | 4 540 000      |
| 11   | Il secondo tragico Fantozzi         | Drapeau de l'Italie                                                         | Luciano Salce                | 3 258 269 936           | 4 254 000      |
| 12   | Salon Kitty                         | Drapeau de l'Italie · Drapeau de la France · Drapeau : Allemagne de l'Ouest | Tinto Brass                  |                         |                |
| 13   | La Grande Bagarre                   | Drapeau de l'Italie · Drapeau de la France                                  | Pasquale Festa Campanile     | 3 114 017 928           | 4 065 000      |
| 14   | Les Derniers Cris de la savane      | Drapeau de l'Italie · Drapeau de la France                                  | Antonio Climati, Mario Morra | 3 031 626 000           | 3 958 000      |
| 15   | Deux Cœurs et une chapelle          | Drapeau de l'Italie                                                         | Maurizio Lucidi              | 2 906 183 000           | 3 794 000      |
| 16   | Una sera c'incontrammo              | Drapeau de l'Italie                                                         | Piero Schivazappa            | 2 864 333 854           | 3 739 000      |
| 17   | Un génie, deux associés, une cloche | Drapeau de l'Italie · Drapeau de la France · Drapeau : Allemagne de l'Ouest | Damiano Damiani              | 2 780 771 767           | 3 630 000      |
| 18   | Pasqualino                          | Drapeau de l'Italie                                                         | Lina Wertmüller              | 2 638 438 172           | 3 444 000      |
| 19   | Black Emanuelle                     | Drapeau de l'Italie · Drapeau de l'Espagne                                  | Bitto Albertini              | 2 535 399 576           | 3 310 000      |
| 20   | La Bête                             | Drapeau de la France                                                        | Walerian Borowczyk           |                         |                |